# Elezioni presidenziali in Croazia del 2024-25
Le elezioni presidenziali in Croazia del 2024-2025 si sono tenute il 29 dicembre (I turno) per il rinnovo della Presidenza del paese.
Poiché, tuttavia, nessuno dei candidati è riuscito a raggiungere la maggioranza assoluta delle preferenze, un ulteriore turno di votazioni si è tenuto il 12 gennaio.
In seguito dunque, svoltosi il conseguente secondo spoglio elettorale e come anche pronosticato anche dai sondaggi e dagli exit-poll, il candidato Zoran Milanović, già privato di pochissimo di una vittoria al primo turno, è facilmente risultato vincitore sul suo avversario con un esorbitante 74,68% dei voti.
Il Presidente uscente, Zoran Milanović, essendo ancora al primo mandato, ha potuto presentarsi per la rielezione.

## Sistema elettorale
Per le elezioni presidenziali, la legge elettorale croata (definita in parte anche dalla Costituzione, Art. 95) prevede l’applicazione di un sistema maggioritario a doppio turno: per essere eletti, infatti, è necessaria la maggioranza assoluta delle preferenze (50%+1). Tuttavia, qualora ciò non avvenga, si attua un secondo turno di votazione tra i primi due candidati entro due settimane dal precedente.
Per presentarsi ufficialmente come candidato, infine, legge richiede anche che, oltre ad essere cittadini ed a rispettare i vari requisiti, si sia supportati da una petizione sottoscritta da almeno 10.000 elettori, da ultimare entro 12 giorni.

## Risultati
| Zoran Milanović       | Indipendente (IND-SDP) (Partito Socialdemocratico di Croazia) | 797 938   | 49,68 | 1 122 859 | 74,68 |  |  |  |
| Dragan Primorac       | Indipendente (IND-HDZ) (Unione Democratica Croata)            | 314 663   | 19,59 | 380 752   | 25,32 |  |  |  |
| Marija Selak Raspudić | Indipendente (IND)                                            | 150 435   | 9,37  |           |       |  |  |  |
| Ivana Kekin           | Možemo! (M!)                                                  | 144 533   | 9,00  |           |       |  |  |  |
| Tomislav Jonjić       | Indipendente (IND)                                            | 82 787    | 5,15  |           |       |  |  |  |
| Miro Bulj             | Most (MOST)                                                   | 62 127    | 3,87  |           |       |  |  |  |
| Branka Lozo           | Casa e Raggruppamento Nazionale (DOMiNO)                      | 39 321    | 2,45  |           |       |  |  |  |
| Niko Tokić Kartelo    | Indipendente (IND)                                            | 14 409    | 0,90  |           |       |  |  |  |
| Totale                | Totale                                                        | 1 606 213 | 100   | 1 503 611 | 100   |  |  |  |
|                       |                                                               |           |       |           |       |  |  |  |
| Voti non validi       | Voti non validi                                               | 19 245    | 1,18  | 57 612    | 3,69  |  |  |  |
| Votanti               | Votanti                                                       | 1 625 458 | 46,03 | 1 561 223 | 44,18 |  |  |  |
| Elettori              | Elettori                                                      | 3 531 622 |       | 3 533 441 |       |  |  |  |

| Zoran Milanović       |  | 49,68% |
| Dragan Primorac       |  | 19,59% |
| Marija Selak Raspudić |  | 9,37%  |
| Ivana Kekin           |  | 9,00%  |
| Tomislav Jonjić       |  | 5,15%  |
| Miro Bulj             |  | 3,87%  |
| Branka Lozo           |  | 2,45%  |
| Niko Tokić Kartelo    |  | 0,90%  |

| Zoran Milanović |  | 74,68% |
| Dragan Primorac |  | 25,32% |